# ロヴァニエミ駅
ロヴァニエミ駅(フィンランド語: Rovaniemen rautatieasema、スウェーデン語: Rovaniemi järnvägsstation)はフィンランド・ロヴァニエミ市にある鉄道駅である。
開業は1909年でVRグループの電化路線の最北端に位置している。オウルやタンペレ、ヘルシンキ、トゥルクから昼行、夜行の直通列車が運行されている。電化計画は2004年に完成しており、以前はディーゼル機関車牽引の列車が運行されていた。ロヴァニエミから先、ケミヤルヴィまで1934年に鉄道が延長されている。